# Piosenka turystyczna
Piosenka turystyczna – utwór słowno-muzyczny, wykonywany głównie przez turystów z kręgu studenckiego.

## Wstęp
Dostępne źródła historyczne podają, że pierwsza masowo śpiewana do dziś przy ogniskach piosenka turystyczna Roses are red (znana pod polskim tytułem jako Róże czerwone są, a fioletowe bzy) napisana lub też zapisana została przez sir Edmunda Spensera w 1590 w Wielkiej Brytanii. W 1848 roku opublikowano znaną na całym świecie piosenkę Oh! Susanna, autorstwa Stephena Fostera. W 1870 roku powstała piosenka Red River Valley znana w Polsce pt. Piękne życie spędzają kowboje. Kolejną pieśnią śpiewaną przy ogniskach studenckich była dziewiętnastowieczna folkowa piosenka She'll Be Coming 'Round the Mountain zapisana po raz pierwszy w 1927 roku.
Jednym z wielkich ogniskowych przebojów była napisana przez Stana Jonesa w 1948 roku piosenka country, zatytułowana (Ghost) Riders In the Sky (Stary kowboj), znana w Polsce m.in. z wykonania Jerzego Michotka. Inną piosenką śpiewaną przy ogniskach jest Aloha Oe, słynna pieśń napisana przez hawajską królową Lydie Liliʻuokalani. Kolejną grupę stanowiły piosenki rewolucyjne (m.in. włoska Bandiera Rossa i Bella ciao) oraz hiszpańskie (np. Aj Carmela) i hiszpańskojęzyczne, jak np. tradycyjna meksykańska piosenka ludowa Cielito Lindo.
W Polsce pierwszą powszechnie znaną piosenką studencką, śpiewaną na wyjazdach była pieśń śpiewana przez Filaretów Użyjmy dziś żywota napisana, czy też spisana przez Adama Mickiewicza ok. 1820 roku, a także Pieśń Filaretów ze słowami Antoniego Edwarda Odyńca z lutego 1824 roku. Przed 1968 rokiem turyści śpiewali przy ognisku pieśni patriotyczne, żołnierskie, przyśpiewki ludowe, nierzadko też religijne. Śpiewano wówczas utwory wśród których znaleźć można tzw. longiery, czyli piosenki mające po kilkanaście i kilkadziesiąt zwrotek, a więc: Góralu, czy ci nie żal, Czy to w dzień, czy o zachodzie, Sokoły, W Ołomuńcu na schießplatzu, Stoi Mańka w ogrodzie, czy Chachary. Piosenki, które trudno nazwać turystycznymi, ponieważ wyznacznikiem ich turystyczności było wówczas tylko miejsce wykonania, a nie treść. Gitara oraz inne instrumenty muzyczne były wówczas na szlaku rzadkością.
Śpiewano również piosenki o międzynarodowym rodowodzie, tzn. melodie z zagranicznych filmów i piosenki w dużej mierze wywodzące się z tradycji skautowskiej i harcerskiej, jak np. Ogniska już dogasa blask (Auld Lang Syne, ang. Old Long Pass), autorstwa szkockiego poety Roberta Burnsa, czy czeską piosenkę Modřanská polka – Škoda lásky, powszechnie znaną jako Bando, bando (Banda) (sł. Vaclav Zeman – 1934, muz. Jaromir Vejvoda – 1927).
Pod koniec lat 60. zaistniało w Polsce zjawisko nazywane piosenką turystyczną. Nieprecyzyjny termin, który jak dotąd nie doczekał się zadowalającej definicji, choć tego typu próby podejmowano. Opisał je w swojej publikacji pt. O definicji piosenki turystycznej Jerzy Paweł Duda, nestor ruchu studenckiego związany z tzw. piosenką turystyczną, uczestniczący w nim od momentu uznawanego za początek jego narodzin. Chcąc zdefiniować owo pojęcie Duda zmaga się z najrozmaitszymi problemami. Dowodzi np., że nie każdy autor piosenki zwanej umownie turystyczną był turystą i że brak jest możliwości zgłębienia w pełni tego zagadnienia, ponieważ autorzy niektórych piosenek byli anonimowi, a poza tym nie zawsze jesteśmy w stanie poznać intencje i źródła fascynacji autora. Zdarzało się, że ludzie pisali piosenki nie zdając sobie sprawy z ich turystyczności.
Autor pracy O definicji piosenki turystycznej zauważa również moment, gdy piosenki stały się trudniejsze w formie i dzieli je na te do śpiewania i te do słuchania. Posługuje się także werdyktem z IV Giełdy w Szklarskiej Porębie (1971), w którym po raz pierwszy użyto podziału na piosenki do śpiewania masowego i do śpiewania solowego. Pisze tutaj także o piosenkach pisanych na estradę i o przejściu turystycznych twórców na profesjonalizm (czyżby moment narodzin poezji śpiewanej w studenckim środowisku turystycznym?), a co za tym idzie o braku dobrego repertuaru do śpiewania i o kryzysie kultury śpiewania, którego głównym powodem stały się solowe występy przy ognisku.
Wspomina również o przerwanej ciągłości kulturowej i o kryzysie piosenki z turystycznych szlaków, a więc o tym, że początkujący twórcy i wykonawcy zostali odcięci od najlepszych tradycji (z powodu wyjścia z obiegu wielu dobrych piosenek napisanych wcześniej) i zaczęli powielać motywy muzyczne i tekstowe swoich wybitnych poprzedników w znacznie mniej doskonałej formie, przez co nie stali się ich następcami tylko epigonami. Ponadto przychyla się on do poglądu głoszącego, że piosenka turystyczna przestaje albo przestała istnieć i dlatego zaleca (poza szczególnie uzasadnionymi wyjątkami) zaprzestanie używania tego terminu w odniesieniu do piosenek powstałych po 1978 roku oraz usunięcie tego terminu z nazw wszystkich przeglądów i zastąpienie go innym.

Są jeszcze poglądy wychodzące z bardziej zewnętrznych przesłanek. Według nich właściwą osią kulturową piosenki studenckiej w ogóle była piosenka polityczna i kabaretowa. Rozwój tych prądów obserwujemy do 1968 r., po czym w latach następnych zarysowuje się spadek ilości i poziomu. Pod wpływem ówczesnych wydarzeń politycznych nasilił się sposób myślenia odcinający się od świata cywilizacji i uciekający w sferę zdecydowanie apolityczną. W ten sposób, ponieważ jest to ideologia głównego prądu piosenki turystycznej (zwana też czasem filozofią Bukowiny), piosenka turystyczna przejęła wtedy na siebie wiodącą rolę w piosence studenckiej. Dopiero teraz doceniają ten fakt niektórzy teoretycy kultury studenckiej widząc w piosence turystycznej nowe wartości, a przez to alternatywę dla skostniałej piosenki studenckiej. Lepiej późno niż wcale – myśmy to widzieli 10 lat temu. Jednak pogląd ten stracił już w znacznym stopniu swoją aktualność, bo piosenka polityczna wraca, a stąd kulturowy środek ciężkości uległ powtórnemu przesunięciu

Autor próbuje też rozwiązać problem polegający na włączaniu do nurtu piosenki turystycznej twórców, którzy nie mieli z nią nic wspólnego poza uczestnictwem w przeglądach i którym tradycyjne formy śpiewania turystycznego przestały wystarczać. Proponuje także pewnego rodzaju rozwiązania ogniskowym twórcom, którzy dysponują jeszcze wartościami, których już nie ma na turystycznej estradzie, jak i tym którzy chcieli ratować piosenkę turystyczną. Jego słabszą stroną są zagadnienia z dziedziny nauk humanistycznych. Mimo iż dobrze ją rozumie i jest orędownikiem tzw. autonomiczności ruchu to jednak nie do końca pojmuje jego alternatywność. Niewątpliwym osiągnięciem elaboratu jego autorstwa jest wskazanie na duże prawdopodobieństwo niemożliwości zdefiniowania terminu piosenka turystyczna.
Literatura na ten temat jest uboga. Wprawdzie J.P. Duda wspomina, że napisano już dość dużo, lecz pisma te często nie były publikowane, a jeśli tak to w bardzo małych nakładach i dlatego są one trudno dostępne. Podobnie jak artykuły prasowe rozproszone po rozmaitych pismach studenckich, takich jak: Student, Politechnik, itd. i turystycznych. Śladowe ilości zainteresowania tematem można znaleźć w książkach specjalistów zajmujących się turystyką z punktu widzenia turystyczno-wychowawczego. Dominuje w nich jednak podejście polegające na silnej ekspozycji sfery ego. Sensualistyczno-racjonalistyczne (Krzysztof Przecławski), albo emocjonalno-konkwistadorskie (Lucjan Turos).
Karol Płudowski (bard, autor piosenek turystycznych) w swojej pracy, zatytułowanej Studencki Ruch Piosenki Turystycznej dowodzi, iż desygnatu nazwy piosenka turystyczna nie da się sprowadzić do czegoś, co istnieje, a więc piosenka turystyczna jest fenomenem, który nie tyle jest, ile się staje. Między innymi dzięki trudnej do określenia magii chwili na którą składa się wiele różnych elementów. Pisze, że charakter zjawiska na przestrzeni lat ulega zmianie, lecz zachowuje ono swoją tożsamość. Turystyka była dla studentów alternatywą spędzania wolnego czasu, a więc były to i w dalszym ciągu są działania amatorskie (w pozytywnym znaczeniu tego słowa).
Autonomiczna działalność twórcza żaków, którzy z zamiłowania, czy też pasji angażowali się w rozmaite działania, czy to na polu artystycznym, organizacyjnym, czy też w zwykłej pracy fizycznej ma swój podwójny wymiar, a mianowicie: wymiar duszy (śpiewanie, muzykowanie, pisanie piosenek) i wymiar praktyczny (wędrowanie, organizacja turystycznych przeglądów i festiwali, baz namiotowych itp.).

## Polska piosenka turystyczna po 1968 roku
Studencki Ruch Piosenki Turystycznej jak i artyści z nim związani, w naturalny sposób wyrastali z korzeni kontrkultury i z młodzieżowej kontestacji artystycznej lat 60.. Wyrastał on prawdopodobnie na fali niezadowolenia i dezaprobaty, m.in. dla jawnej, rządowej manipulacji buntem młodzieży w marcu 1968 roku, a mimo to nie był ani ruchem walczącym, ani reformatorskim. Jego członkowie dumnie i spokojnie odwrócili się od świata pełnego gwałtu i hipokryzji. Nie była to ucieczka od rzeczywistości jak sugeruje w Przekroju z dn. 3 czerwca 1990 roku Jan Poprawa, a porzucenie niereformowalnych struktur społecznych – w których miejsca na życie praktycznie nie było – na rzecz poszukiwania nowych dróg i własnego sposobu zaistnienia w świecie. Tego typu działania należy postawić po stronie zachowań alternatywnych.
Owo odejście było tylko czasowe, ale regularnie powtarzane i momentami dość masowe. Był to czas, gdy studenci rozmaitych uczelni naszego kraju wyruszali z miast ku wioskom i odludnym terenom gór i lasów. Wybierali miejsca nie noszące śladów skażenia cywilizacyjnego, jak np. zdziczałe Bieszczady, lub takie w których to skażenie jest niewielkie, np. Roztocze, Góry Świętokrzyskie, czy Beskid Niski. Wyjazdy te zostały zalegalizowane w formalnych kołach, takich jak, m.in.: Koło PTTK nr 1 przy Politechnice Warszawskiej, Akademicki Klub Turystyczny im. Mieczysława Orłowicza we Wrocławiu, Studenckie Koło Przewodników Górskich w Krakowie, Studenckie Koło Przewodników Beskidzkich w Katowicach i wiele innych.
Tym wyprawom towarzyszył najczęściej śpiew, w którym wyrażała się dusza młodego pokolenia – dusza wciąż skora do radości, ale też dusza zraniona i uciśniona, w której wyraża się tęsknota za swobodą, pięknem i wolnością. Najpierw więc była to tęsknota i jakaś nieokreślona siła, popychająca wędrowców ku nieznanemu celowi: Nie wie słońce ani deszcz jaki jest przed nami cel (sł. i muz. J. Błyszczak Za celem), W daleką drogę jadę, konia siodłać czas. Nie pytaj dokąd zmierzam, gdzie mnie wiedzie słońca blask (sł. ? Sidorska, muz. W. Kuszpit Daleka droga). Była to także swego rodzaju spontaniczna ucieczka, porzucenie, odejście: Rzucasz wszystko i jedziesz na rajd (sł. i muz. J. Okła), Rzuć drogi wiodące donikąd (sł. i muz. J. Borowicz Asfalt), Bimbaj na potęgę, rzuć w diabły tę mordęgę, rzuć pióro, zamknij księgę, ruszaj z nami, póki czas (z rep. zespołu Browar Żywiec), Porzuć kroków rytm na bruku (sł. W. Belon, muz. W. Wanat Bez słów) itd.
Cel wędrówki pozostał nieokreślony. Śpiewający turyści pozostawili za sobą wielkomiejski moloch i jest to coś do czego nie chcą wracać myślami, przynajmniej przez jakiś czas. Gdzieś daleko stąd pozostał świat w którym żyłeś tyle, tyle lat. Świat, którego rysy dziś w niepamięć puścić chcesz (piosenka zaczynająca się od słów We dwójkę szli). Z czasem rozwijała się świadomość celu wędrówki. Cały świat w którym dotąd się żyło stał się bardzo odległy, a stąd blisko jest do myśli o poszukiwaniu nowego: Spróbuj znajdziesz, jeśli szukać zechcesz. Nowy świat, własny świat (sł. W. Belon, muz. W. Wanat Bez słów). Sztuka uprawiana przez śpiewających turystów, choć nie zawsze wysokiego lotu spełniała funkcje, które służą budowaniu społeczności. Warto zwrócić uwagę na to, że choć cel, o którym była mowa, pozostał nieokreślony to przeważnie był wspólny: Jaki jest przed nami cel (sł. i muz. J. Błyszczak Za celem), Tam idziemy, gdzie nas nie ma, gdzie się z niebem łączy ziemia. Tam gdzie horyzontu kres. Tam nasz cel wędrówki jest (Browar Żywiec, piosenka zaczynająca się od słów Gdy ci życie zbrzydnie szare), Wracamy po słońca blask (sł. O. Braniecka, muz. W. Jarociński Ludziom).
Nie pozostało to bez wpływu na poczucie odrębności i tożsamości ruchu. Wkrótce zaczęły pojawiać się pierwsze próby rozwiązania zagadki tajemniczego celu wędrówki. Już na początku lat 70. Marek Majewski napisał Balladę X w której cel jawi się jako upragniony inny świat, a iksem pozostaje tylko miejsce i czas. Pieśń ta, jak również inne pisane w tym duchu (np. Kalejdoskop autorstwa Jana „Mufki” Błyszczaka) była w warszawskim środowisku studenckim dość mocno krytykowana, a po latach i sam autor nabrał dystansu do swego dzieła. Piosenka ta po latach jednak wciąż się broni i nie ma tutaj mowy o utopii, a przynajmniej nie w założeniach: I to nie będą z bajki wyspy szczęśliwe, po prostu świat, chodźmy więc szukać go. Zbudować go możemy tylko wtedy, gdy wykorzystamy do tego celu formę twórczości jaką jest śpiew i wspólna wędrówka, która poprzez nieustające dążenie i wiarę jej uczestników doprowadzić może do odzyskania naszego zagubionego człowieczeństwa, a które Martin Heidegger uważa za istotę ludzkiej egzystencji.
Z tekstów piosenek uznawanego za najwybitniejszego przedstawiciela piosenki turystycznej w Polsce, pieśniarza i poety Wojciecha Belona można wysnuć myśl, iż młodzi wędrowcy, być może nie raz zastanawiali się nad ciężarem własnych pragnień i dochodzili do wniosku, że być może nie potrzeba im aż całego nowego świata, a wystarczy jeden kraj. A może i to jest za dużo i wystarczy im jakaś część kraju, czyli kraina? Być może do takich wniosków doszedł, gdy konstruował mistyczną, ale nie utopijną wizję pewnej krainy, którą nazwał Bukowiną.
Jeżeli odrzucimy dosłowną interpretację piosenki Bukowina I to można doszukać się tutaj związków z rozprawą Choroba na śmierć Sorena Kierkegaarda, która zawiera ideę o dialektycznym pojmowaniu kondycji ludzkiej i świata jako jedności bytu osobnego (osobowości) i pierwiastka nieskończonego, jako jedności przyrody i ducha, natury i kultury. Idea ta może stać się solidnym fundamentem zarówno dla harmonizacji funkcjonowania jednostek jak i danej społeczności. Pieśń zawiera w sobie również dawkę dramatyzmu. Belon przedstawił tutaj dramat człowieka, któremu los pozwolił dostrzec na czym polega życie piękne i wartościowe, ale nie jest na tyle łaskawy, by pozwolił mu na jego pełną realizację.
O wyodrębnieniu tego nurtu twórczości piosenkarskiej zadecydowało pojawienie się kilku wybitnych osobowości artystycznych. Byli to, m.in.: Andrzej Mróz, Wacław Masłyk, Wojciech Belon, Jan Błyszczak – Mufka, Andrzej Wierzbicki, czy Adam Drąg. Dzięki turystycznym twórcom piosenek folklor górskich włóczykijów stracił charakter sztuki naiwnej i prezentowany był na scenach przeglądów i festiwali. Owi ogniskowi bardowie różnili się od profesjonalnych tekściarzy, czy poetów specjalizujących się w piosenkowym repertuarze, a więc i sposób wykonania piosenek był odmienny od tego, który serwowano na rozrywkowej estradzie. Wartość rzemieślnicza i artystyczna, choć nie do pominięcia, nie jest tutaj najważniejsza. Bardziej istotnymi są tutaj takie cechy, jak np. skromność, prostota, szczerość wypowiedzi, a przede wszystkim wiarygodność i autentyzm. Piosenka turystyczna operuje słowem, ale z pewną świadomością. Ukazuje ona ograniczoność poznania werbalnego, a czasem też wskazuje błędność i szkodliwość postawy nadającej słowom zbyt wielkie znaczenie. Uzurpatorzy prawdy chcą cię w słowie zamknąć, bo słowu wierzą, w słowie widzą cel, a ty jesteś ze mną, bom na świat z tobą przyszedł, odnalazłem cię w sobie ziarnkiem, a dziś tańczysz we mnie barwą dojrzałości boś kwiatem i zostań taką (sł. i muz. M. Lorenc).
Kolejnym elementem składowym jest: Miejsce. Począwszy od lat 60. prymat w turystycznej twórczości muzycznej zaczęło obejmować środowisko studenckie i to studenci byli naturalną bazą tej twórczości. Piosenki nazywane turystycznymi powstawały zwykle na łonie natury, czyli podczas wędrówek, przy ogniskach, nad rzeką, na szczycie lub u podnóża góry, na polanie, podczas wszelkiego rodzaju zlotów, czy złazów. Niekiedy anonimowo, czy w żartobliwej improwizacji. Były emanacją zbiorowej wspólnoty odczuwania.
Studencka piosenka turystyczna asymilowała również pewnego rodzaju folklor, czego przykładem może być słowacka piosenka o dziewczętach z Vychodnej, czy Ajde Jano z repertuaru zespołu Kaszuby, jak i utwory wybitnych poetów, np. Hawrań i Murań (W. Broniewski) z rep. grupy PUW, czy Lawina (M. Pawlikowska-Jasnorzewska) z rep. Kwartetu im. Kasi Kiestrzyń. W warstwie muzycznej zauważalny był niekiedy wpływ ballad Boba Dylana i muzyki country. Ważną część ówczesnego repertuaru śpiewających turystów stanowiły melodie rosyjskie i ukraińskie, często jeszcze sprzed rewolucji październikowej. Oddzielną grupę stanowiły piosenki, Bułata Okudżawy, Władimira Wysockiego, Jurija Kukina, Jurija Wizbora i innych rosyjskich twórców. Znacznie rzadziej śpiewano piosenki z innych Krajów Demokracji Ludowej, z wyjątkiem jugosłowiańskich (U ranu zoru, Bolujem ja boliujesz ty, czy wspomniane już Ajde Jano) i bułgarskich (melodia ludowa Pirin z polskimi słowami z 1960 roku). Poza kilkoma parodiami, takimi jak hymn NRD na melodię Wołga Wołga, czy Zwanzig Personen in Automobil, przy ogniskach nie przyjęły się piosenki niemieckojęzyczne. Do Polski trafiło także kilka piosenek François Villona i Leonarda Cohena. W turystycznym repertuarze można było znaleźć także piosenki niepoprawne politycznie, takie jak np. pieśń zaczynająca się od słów: Jedna bomba atomowa i wrócimy znów do Lwowa.
Pełny wachlarz tytułów czeskich, słowackich i rosyjskich, a także niemieckich piosenek, śpiewanych przez studentów opisuje w swojej pracy, zatytułowanej Studencka piosenka turystyczna w dobie globalizacji Krzysztof Łopaciński z warszawskiego Uniwersyteckiego Klubu Turystycznego Unikat. Pojawienie się tych pieśni w repertuarze polskich turystów z kręgu studenckiego było efektem rozwijającej się od lat 60. turystyki do KDL, a na początku lat 70. także na Zachód. Dynamiczny rozwój rodzimej piosenki turystycznej oraz wzrost liczby kontaktów ze światem ograniczyły w naturalny sposób udział piosenki zagranicznej w ogniskowym śpiewaniu, zmniejszyło się także zainteresowanie polskich autorów tekstami opisującymi uroki świata. Często przywożono i demonstrowano przy ognisku egzotyczne instrumenty z dalekich zakątków naszego globu.
Kolejny element to tzw. Atrybuty sytuacyjne związane z czasem, a więc istotna jest tu nieobojętność na specyficzne chwile, np.: wieczór, wschód słońca, południe, pełnia księżyca, jesień itd. Następnie te związane z ludźmi, jak np.: wspólne marsze, zasiadanie w kręgu, wspólne śpiewanie, przyjazna atmosfera. Również te związane z żywiołami jak: deszcz, śnieg, górski strumień, wiatr, czy ognisko. Mamy tu również do czynienia z co najmniej równoważną sferą, a jest to sfera rozmaitych stanów ducha, uczuć oraz intuicji, ponieważ jak już była mowa, jest coś w piosence turystycznej, czego można doświadczyć, ale czego nie można określić samymi słowami.

## Rozkwit festiwali i przeglądów turystycznych w pierwszej połowie lat 70.
Latem 1968 roku z inicjatywy zapaleńców-przewodników z Akademickiego Klubu Turystycznego we Wrocławiu powstała pierwsza impreza spod znaku piosenki turystycznej, a mianowicie Ogólnopolska Studencka Giełda Piosenki Turystycznej (od 1979 Ogólnopolska Turystyczna Giełda Piosenki Studenckiej). A byli to: Jerzy Szymbor, Tadeusz Gos, Stanisław Anioł i Wiesław Gazdowicz (podjął się roli rzecznika prasowo-telewizyjnego). Na prezentera I Giełdy wyznaczono pełnomocnika ds. akcji letniej Almaturu w Sudetach Antoniego Dąbrowskiego, który był także konferansjerem podczas kilku kolejnych Giełd. Impreza lata swojej świetności przeżywała w latach 1970–1976.

Postanowiliśmy się jakoś wkraść w łaski organizatorów Giełdy, pomagaliśmy im szyć spadochron nad estradą, ławki zbijać, namioty rozstawiać, najrozmaitsze takie sprawy i przy ognisku podśpiewywaliśmy. Dla mnie to był w ogóle straszny szok, że poznałem tylu ludzi zajmujących się tzw. piosenką turystyczną. Był to moim zdaniem szczytowy okres piosenki turystycznej – jeszcze turystycznej, a już piosenki. Była w ogóle paka takich ludzi, którzy od pierwszej Giełdy działali, robili te wszystkie imprezy –  oni byli przyjaciółmi z Wrocławia. Myśmy grali sobie na gitarach i śpiewaliśmy piosenki, oni  tak przyszli, słuchali, słuchali i zaczęli swoje piosenki grać, a później zjawił się kolega Tadeusz Gos i zaproponował nam żebyśmy zostali na Giełdzie w Szklarskiej Porębie

Organizatorzy Giełdy zainspirowali twórców Bazuny (Studencki Klub Turystyczny Politechniki Gdańskiej FIFY – 1971) i Yapy (Studencki Klub Turystyczny PŁazik – 1974). Na Giełdzie, Bazunie i Yapie rozpoczynali karierę: Jacek Cygan i Jerzy Filar z zespołem Nasza Basia Kochana, satyryk Krzysztof Piasecki i Krzysztof Szczucki jako członkowie grupy Brylantowe Spinki, satyryk Marek Majewski, Jacek Kleyff i Salon Niezależnych, Elżbieta Adamiak, Andrzej Poniedzielski, Aleksander Grotowski, Wolna Grupa Bukowina, Wały Jagiellońskie, Babsztyl, czy Stare Dobre Małżeństwo. Tutaj laury za piosenki (wiele z nich stało się klasyką gatunku i znalazło się w śpiewnikach), bądź za wykonanie piosenek zdobywali: duet autorski Włodzimierz Kuszpit i K. Szczucki (razem i z osobna), Czesław Wilczyński, Stanisław Wawrykiewicz, Jacek Łuczak, Grzegorz Marchowski, Waldemar Chyliński, Sztamajza, grupa Kociołek, Efemerydy, Kaszuby, Ptakla, PUW, Grupa Boom, Kwartet im. Kasi Kiestrzyń, BABA, Grupa Toruń, Apogeum, SETA, Do Góry Dnem, duet Zbigniew Bogdański i Andrzej Koczewski, czy zespół Wszystkiego Najlepszego.
Poza tymi trzema imprezami odbywało się corocznie wiele przeglądów piosenki turystycznej, m.in.: Nocne Śpiewanie na Zamku w Radzyniu Chełmińskim, organizowana przez Uniwersytecki Klub Turystyczny Unikat Noc Wagantów na zamku w Oporowie, grudniowe Spotkania z Piosenką Turystyczną w krakowskim klubie Nowy Żaczek, Środowiskowy Przegląd Piosenki Turystycznej we wrocławskim Pałacyku, Przegląd Piosenki Turystycznej Łajba w Charzykowych, Ogólnopolski Studencki Przegląd Piosenki Turystycznej Rogacz w Schronisku „Rogacz”, Bieszczadzki Jarmark Piosenki w Komańczy, Konkurs Piosenki przy Ogólnopolskim Studenckim Rajdzie z Piosenką w Uniejowie, Ogólnopolski Przegląd Piosenki Turystycznej Tartak w Warszawie, Nocne Śpiewanie na Zamku w Świeciu (obecnie impreza spod znaku piosenki autorskiej, pod nazwą Maraton Piosenki Osobistej), czy Ogólnopolski Studencki Przegląd Piosenki Turystycznej Włóczęga w Zielonej Górze.

## Zaistnienie piosenki turystycznej na estradzie oraz wewnętrzne problemy S. R. P. T
Zainteresowanie się czynników zewnętrznych piosenką turystyczną miało miejsce na początku lat 70. wraz z pierwszymi sukcesami przedstawicieli tego nurtu na większej estradzie (Wacław Masłyk – Studencki Festiwal Piosenki w Krakowie i KFPP Opole, 1972; „Brylantowe Spinki” – SFP Kraków, 1973; Wolna Grupa Bukowina – SFP Kraków, 1974 itd.). Krakowski Studencki Festiwal Piosenki, noszący wówczas nazwę Ogólnopolski Festiwal Piosenki i Piosenkarzy Studenckich wylansował na estradzie nowy nurt jakim była wówczas piosenka turystyczna.
11 marca 1979 roku odbyło się w Lublinie Ogólnopolskie Sympozjum Krajoznawcze. Z tej okazji wydrukowano techniką powielaczową unikatową publikację pt. Piosenka turystyczna w 35-letnim PRL. Ponad osiemdziesięcio-stronicowy zbiór zawiera wypowiedzi ludzi związanych w jakiś sposób z piosenką turystyczną oraz relację z dyskusji na OSK. W pierwszej części Tadeusz Jan Chmielewski szuka dla ruchu daleko idących odniesień historycznych i teoretycznych, które prowadzą go aż do Starożytności i do genezy muzyki. Wobec braku opracowań teoretycznych dotyczących tego zjawiska, stara się więc przedstawić problem na szerszym tle. W części drugiej Jacek Ciesielski przedstawia to, co działo się na rozmaitych przeglądach i festiwalach piosenki turystycznej w latach 70. Jego podejście jest stricte pragmatyczne – interesuje go przede wszystkim wartość użytkowa piosenek i ich turystyczność, a przejawy społecznej alternatywności ruchu są mu raczej obojętne.
Najmniej rzeczowy jest trzeci i ostatni tekst, autorstwa Tadeusza Sobieszaka, pt. Krajoznawstwo a piosenka turystyczna. Słaba orientacja w temacie łączy się tutaj z ambicją ustalania norm, wzorców i ideałów. I choć autor zauważa pozytywne korzyści wynikające z powiązań piosenki turystycznej z krajoznawstwem to według niego polegają one na gromadzeniu i upowszechnianiu wiedzy o kraju i mają prowadzić do jej pogłębiania oraz rozwijania uczuć patriotycznych. Tego typu instrumentalne podejście stanowiłoby dla niej zagrożenie, ponieważ prowadziłoby do zaprzeczenia jej sensu jako ruchu alternatywnego.
Ostatnią część owej publikacji stanowi relacja z dyskusji, a więc dotyka ona problemów związanych z ożywieniem, bądź usprawnieniem działań związanych z piosenką turystyczną. Znajdziemy tam także postulaty wskazujące na intencję zinstytucjonalizowania ruchu. Uczestnicy Sympozjum wystosowali do Zarządu Głównego PTTK wniosek o utworzenie przy Komisji Krajoznawczej Zarządu Głównego PTTK specjalistycznego organu, kierującego dalszym rozwojem piosenki turystycznej w Polsce, lecz zamiary te nie zostały zrealizowane. Z jednej strony doprowadziło to do naturalnego uwiądu organizacyjnego, w wyniku czego wiele imprez przestało istnieć (np. Bieszczadzki Jarmark Piosenki w Komańczy). Z drugiej zaś strony zapobiegło, być może całkowitej utracie tożsamości Studenckiego Ruchu Piosenki Turystycznej.

W momencie, gdy ja się znalazłem gdzieś w kręgu tzw. piosenki turystycznej, to było mi wszystko jedno, co tam się śpiewa: czy się śpiewa o górach, czy Dylana, czy Beatlesów. Chodzi o to, żeby razem śpiewać, żeby być ze sobą przy tym śpiewaniu, że to śpiewanie jest funkcją wspólnego bytowania. Natomiast w pewnym momencie zaczęła funkcjonować administracja, która odogniskowiła – obrzydliwe słowo, ale jeszcze raz podkreślam –  odogniskowiła pieśni śpiewane przy ognisku i w ten sposób powstała etykieta, z którą ja się nie zgadzam

## Polska piosenka turystyczna po 1989 roku
Po 1989 roku plecakowe chodzenie po górach poczęło zanikać, zanikła również odrębność kultury studenckiej. Przez lata waga kultury studenckiej i tzw. kultura turystyki zmieniły się diametralnie. Przestały być one symbolem niezależności, a stały się niszowymi, przez co jej zwolennicy stali się autsajderami. Naturalną cechą wieloletnich festiwali i przeglądów stała się ich wielopokoleniowość.
Ogólnopolska Turystyczna Giełda Piosenki Studenckiej w Szklarskiej Porębie pozostała do dziś imprezą niekomercyjną i darmową, Bazuna w dużej mierze również (z wyjątkiem wstępu na sobotni koncert jubileuszowy, który kosztuje symboliczną cegiełkę w wysokości 30 zł). Podczas 40. jubileuszowej edycji imprezy można było zostać jej sponsorem, wykupując tzw. cegiełkę dzienną (wstęp na koncerty dzienne) w wysokości 20 zł, lub cegiełkę nocną (wstęp na koncerty nocne) w wysokości 30 zł. Natomiast Yapa (według autora tekstu, pt. Połajanka), z niszowej przekształciła się w rozbuchany, komercyjny spęd (Bazuna również się rozrosła), a wielogodzinne koncerty tzw. gwiazd zniechęcają jej uczestników do spontanicznych spotkań towarzyskich, m.in. przy gitarze. Zdarza się również, że na festiwalu z nazwy turystycznym występują gwiazdy muzyki rozrywkowej (Ogólnopolski Przegląd Piosenki Turystycznej w Limanowej).
W latach 70. i 80. z każdej tego typu imprezy, jak: Giełda, Bazuna, czy Yapa turyści zabierali ze sobą kilka, czy kilkanaście nowych piosenek, które śpiewane były podczas turystycznych eskapad, przekazywane ustnie, nagrywane i publikowane w śpiewnikach (J.P. Duda, który uważał przeglądy za tzw. zło konieczne, odnotował w swej pracy również tendencje spadkową: 2–3 piosenki na przegląd – średnia z 1978). Wiele z nich przetrwało do współczesnych nam czasów. Działalność taka stanowiła sens istnienia danej imprezy, ponieważ piosenki żyły dla radości muzykantów, a nie dla estradowego sukcesu, napisał w Połajance z okazji 30-lecia Yapy jej pomysłodawca i współtwórca Wojciech Hempel, który wspominając pierwsze edycje imprezy, mówi o ilości ok. 20 piosenek.
Obecne kryterium artystyczne piosenek to: sprawność estradowa, umiejętność przebicia się przez zgiełk na widowni, duża ilość decybeli aparatury nagłaśniającej, mocna perkusja itp. Utwory najwyraźniej produkuje się na imprezy, zastanawia się Hempel. Mają zaistnieć dla wzmacniaczy, jupiterów, megafonów i telewizji. Hit taki jeździ potem okrągły rok z festiwalu na festiwal by natychmiast zostać zapomnianym. Nie śpiewa się go przy ognisku, czy w schroniskach.
Słowa twórcy Yapy znalazły odzwierciedlenie w zapowiedzi 41. edycji imprezy, mającej miejsce w marcu 2016 roku: Dzisiejsza Yapa w niewielkim stopniu przypomina jednak klimat lat 70. Teraz to duży festiwal, w którego organizacji uczestniczy ponad 100 wolontariuszy. Dzisiaj, aby zadowolić publiczność, nie wystarczy już improwizacja z gitarą. Na scenie występują zespoły w pełnym składzie, z piosenkami profesjonalnie aranżowanymi i wydawanymi na płytach, obsługiwane przez najlepszych techników.
Już w 1978 roku J.P. Duda pisał, że: Pogląd 4, najprostszy z możliwych głosi, że coś takiego jak piosenka turystyczna w wyodrębnionej postaci nie istnieje (Hempel, Dziadkiewicz i inni). Ich zdaniem oceniać i nagradzać należy zatem tylko to co dobre, tj. wartości artystyczne. Trzymano się tego na YAPIE, co doprowadziło ten przegląd do absurdu i zaprzestano jego kontynuacji (w 1979 r. Yapa nie odbyła się).
Z zupełnie innej strony patrzą na to organizatorzy łódzkiej imprezy: Większość osób, które mogły zająć się organizacją, była zaangażowana w rajdy i inne imprezy Studenckiego Klubu Turystycznego PŁazik. Tego roku Uniwersytet Łódzki zorganizował podobną do Yapy imprezę o nazwie Baja. To jeszcze bardziej zmotywowało Płazików do zorganizowania Yapy w kolejnym roku.
W XXI wieku śpiewający turyści nadal muzykują, lecz stało się to w dużej mierze profesjonalne, a wykonawcy stosują na scenie rozbudowane instrumentarium.

Niechętnie odnoszę się do tego, co się za piosenkę turystyczną czasem uznaje. Występują niekiedy zespoły z zestawem perkusyjnym, klawiszami, zelektryfikowanymi gitarami i to ma się nazywać piosenka turystyczna? Nie wiem. Dla mnie piosenka turystyczna to jest taka, którą można wykonać w górach, zupełnie w partyzanckich warunkach, a nie coś, co wymaga całego tabunu ekipy technicznej i odpowiednich warunków

Choć wśród wykonawców zdarzają się jeszcze śpiewający turyści związani z piosenką turystyczną, jak np. Zgórmysyny – zespół z tzw. głównego nurtu tej piosenki (według słów Wacława Juszczyszyna z okładki płyty Pod Słońce, wyd. w 2004 roku), Na Bani, Tomasz Fojgt, czy Bartosz Pelton Zalewski, współtwórca i współpracownik takich formacji jak: Brzmienie Ciszy, Grupa Pelton, U Pana Boga za Piecem, czy Dom o Zielonych Progach to jednak znacznie częściej przy poczynaniach takich zespołów jak: Cisza jak ta, Dom o Zielonych Progach oraz innych turystycznych wykonawców z projektu W górach jest wszystko co kocham widnieje etykietka poezja śpiewana.
Śpiewający turyści, bądź studenci sięgają po akcenty bluesowe, szeroko pojęty folk, niekiedy bardzo odległy, jak ethno, a także aktualne nowinki współczesnego świata jak np. użycie djembe. Termin piosenka turystyczna bardzo często jest wymieniany obok terminów: poezja śpiewana, piosenka autorska, czy piosenka studencka (w ramach tzw. kultury studenckiej). Reaktywowano niektóre dawne imprezy turystyczne, takie jak: Bakcynalia, Danielka, czy Ogólnopolski Festiwal Piosenki Turystycznej w Limanowej.

Chociaż ostatnio (co z żalem należy stwierdzić) śpiewający turyści w dużej mierze stracili z oczu owo norwidowskie oblicze wieczności, to jednak coś pozostało, jakaś tradycja do której można nawiązać. Ten wydaje się trafnie założony fundament, na którym można oprzeć odbudowę, albo – jak kto woli – iskra na dnie popiołu, która – kto wie – może stanie się zaczynem nowego ogniska

W roku 2024 obchodzi 50-lecie działalności artystycznej zespół Wołosatki. Dla wielu odbiorców szereg utworów tego zespołu stanowi synonim piosenki turystycznej. Ich wykonania ani nie stały się epigonalne, ani nie utraciły swoich cech źródłowych (dalej są to piosenki na tyle proste, aby można je było traktować, jako użytkowe, łatwe do samodzielnego wykonania przez osoby o podstawowych umiejętnościach muzycznych), a jednocześnie charakteryzują się wykonaniami spełniającymi wysokie wymogi artystyczne, z dobrym aranżem zapewniającym sukces estradowy, ale nie prowadzącym do utraty cech właściwych piosence turystycznej. Na uwagę zasługuje umiejętność śpiewu wielogłosowego na żywo, bez jakiegokolwiek wsparcia elektroniki, oprócz niezbędnego nagłośnienia.

## Festiwale i przeglądy piosenki turystycznej w Polsce[40]
- Ogólnopolska Turystyczna Giełda Piosenki Studenckiej – organizowana od 1968 w Szklarskiej Porębie. Najstarsza tego typu, coroczna impreza w Polsce. Do 1979 roku Ogólnopolski Studencki Festiwal Piosenki Turystycznej[10].
- Bazuna – odbywa się od 1971 roku i jest przeglądem wędrownym. W ciągu swej wieloletniej historii Przegląd wielokrotnie zmieniał miejsce. Pierwsza Bazuna odbyła się w Gdańsku.
- Epidemia Piosenki Turystycznej BAKCYNALIA – odbywa się od początku lat siedemdziesiątych, zawieszona w latach dziewięćdziesiątych, reaktywowana w 2007 roku. Prezentuje wiele form twórczości studenckiej: kabaret, piosenkę polityczną i poezję śpiewaną.
- Ogólnopolski Studencki Przegląd Piosenki Turystycznej „Yapa” – organizowany od 1974 w Łodzi. Inspiracją do powstania imprezy był występ Płazików na Bazunie'73[18].
- Ogólnopolski Przegląd Piosenki Poetyckiej i Turystycznej „PiosTur Gorol Song” – organizowany od 1978 w Andrychowie[43]. Dawna nazwa Ogólnopolski Przegląd Piosenki Turystycznej „PiosTur Gorol Song”[7].
- Ogólnopolski Festiwal Piosenki Turystycznej – organizowany od 1983 roku przez Limanowski Dom Kultury pod nazwą Konkurs Piosenki Turystycznej[41]. Przez czternaście lat był to konkurs o zasięgu ponadregionalnym[41]. Od 1997 roku pod patronatem Polskiej Izby Turystyki[41]. W latach 1998–2001 pod nazwą Ogólnopolski Festiwal Piosenki Turystycznej[41]. Reaktywowany pod koniec sierpnia 2014 roku[41][44].
- Turystyczny Przegląd Piosenki Studenckiej Danielka – odbywał się w latach 1986–1991 w Chałupie Chemików w Ujsołach. Reaktywowany w 2013 roku pod nazwą Festiwal Danielka.
- Ogólnopolski Przegląd Piosenki Turystycznej, Poezji Śpiewanej i Sztuk Różnych „Wrzosowisko” – organizowany od 1988 w Kędzierzynie-Koźlu. Impreza ma charakter konkursu[45][46].
- Gorcstok – impreza odbywa się od 1994 roku na stokach góry Gorc.
- Gitarą i Grulem – jesienne spotkania spod znaku Krainy Łagodności odbywające się od 2001 roku w Bacówce PTTK na Rycerzowej w Beskidzie Żywieckim.
- Tematyczny Konkurs Muzyczny – Śpiewanki Muszyna-Złockie (TKM Śpiewanki Muszyna-Złockie) – odbywa się od 2001 roku w bazie namiotowej Muszyna-Złockie. Impreza mająca na celu promowanie wykonawców z kręgu piosenki turystycznej i poezji śpiewanej wśród turystów oraz turystyki górskiej w środowisku muzycznym[47].
- Wrocławski Przegląd Kultury Studenckiej – organizowany od 2004 roku we Wrocławiu. Twórcami przeglądu, który odbywa się w kampusie Politechniki Wrocławskiej są twórcy projektu W górach jest wszystko co kocham.
- Turystyczna Awanturka Muzyczna (TAM) – pierwsza edycja imprezy odbyła się w listopadzie 2004 roku w Beskidzie Sądeckim, a zakończyła się w Chatce pod Niemcową[48]. TAM ma na celu popularyzowanie górskich wędrówek jako formy filozofii życiowej, a także pielęgnowanie pasji turystycznego śpiewania i muzykowania[48].
- Kropka – odbywa się od 2005 w Głuchołazach. Powstała jako festiwal czesko-polskiej piosenki turystycznej.
- Nocnik – organizowany od 2005 w Łęczycy. Najpierw odbywał się w łęczyckim Zamku Królewskim, następnie w latach 2009–2010 w nieczynnym Zakładzie Karnym i ponownie w zamku[49].
- Ogólnopolski Festiwal Piosenki im. Wojtka Belona „Niechaj zabrzmi Bukowina” – organizowany od 2008 w Busku Zdroju.
- Festiwal Piosenki Turystycznej „Topinambur” – organizowany od 2008 roku w Zagrodzie Edukacyjnej Cicha Bartna w Bolkowicach przez PTTK w Jaworze wspólnie z GOK w Paszowicach, Szkołą Podstawową w Pogwizgowie, LGD Partnerstwo Kaczawskie i Radą Sołecką, przy wsparciu członków grupy SETA[50][51].
- Festiwal z Gitarą na Stoku – organizowany w latach 2009–2014 z inicjatywy gminy Głuszyca i Centrum Kultury-MBP w Głuszycy[52][53]. Odbywał się w Łomnickiej Chacie we wsi Łomnica[54].
- Festiwal „Natchnieni Bieszczadem” – odbywa się od sierpnia 2009 roku w Cisnej[55]. W ramach imprezy odbywa się: Ogólnopolski Konkurs Piosenki Poetyckiej i Turystycznej oraz Ogólnopolski Konkurs Poezji „Dźwiękosłowa” im. Ryszarda Szocińskiego[56].
- Dąbrowskie Spotkania z Poezją Śpiewaną „Zamczysko” – odbywają się od września 2009 roku w Dąbrowie. Impreza o charakterze turystycznym, mająca na celu prezentację artystów z kręgu poezji śpiewanej[57].
- Festiwal Piosenki Turystycznej „Pod Słońce” – odbywa się od 2010 w Bacówce na Jamnej.
- Bieszczadzkie Spotkania ze Sztuką „Rozsypaniec” – odbywają się od sierpnia 2010 w Cisnej, Dołżycy oraz Wetlinie[58]. Organizatorem imprezy jest Stowarzyszenie Moje Bieszczady[58]. Nazwa nawiązuje do szczytu Rozsypaniec w paśmie połonin Bieszczadów Zachodnich[59]. Festiwal jest kontynuacją Festiwalu Sztuk Różnych „Bieszczadzkie Anioły[59].
- Wędrowny Przegląd Piosenki Polana – organizowany od 2011 roku przegląd wędrowny. Jeden z najmłodszych przeglądów piosenki turystycznej. Odbywa się w miejscowościach Rudaw Janowickich.
- Ogólnopolski Festiwal Piosenki Poetyckiej i Turystycznej „Przy Kominku” – odbywa się od 2012 w Kielcach[60].
- Festiwal Piosenki Turystycznej „Rajdowe buty” – odbywa się od marca 2013 roku[61][62]. Organizatorem konkursu jest Gimnazjum im. Bohaterów Bitwy nad Bzurą w Wyszogrodzie[61]. Pomysł zorganizowania tego typu festiwalu spotkał się z dużą aprobatą uczniów i ich opiekunów z okolicznych placówek oświatowych[61]. Honorowy patronat nad imprezą objął Burmistrz Miasta i Gminy Wyszogród Mariusz Bieniek, on także jest fundatorem nagród[61].
- Spotkania z Piosenką Turystyczną[63] – impreza organizowana od 2014 roku przez 16 Południk[64][65]. Odbywa się nad jeziorem Siecino (Wyspa Ostrów, k. Złocieńca)[65]. Jej pierwsze dwie edycje nosiły nazwę Festiwal Piosenki Turystycznej „16 Południk” [64][65]. Ambicją organizatorów jest powrót do tradycji turystyki wędrownej z plecakiem, w tym zasiadanie przy ognisku i nocleg pod namiotami oraz popularyzacja historii, kultury i bogactw naturalnych Pojezierza Drawskiego[65].